# Totak
Totak er en sø i Vinje kommune i Vestfold og Telemark fylke i Norge. Søen, som er en del af Skiensvassdraget, har sit afløb gennem elven Tokke ned til søen Bandak.
Totak er med en maksimumdybde på 306 meter en af Norges dybeste søer.
Søen har større fiskeproduktion end der fanges, der er derfor mange små fjeldørreder. Derfor bliver der udsat store fiskespisende ørreder, som skal bidrage til at øge interessen for fiskeriet.
På Sporaneset i østenden af Totak ligger et stort helleristningsfelt med figurer fra både ældre stenalder og bronzealderen.

## Eksterne kilder og henvisninger
1. ↑  Totak på snl.no
2. ↑  Statkraft: Utsetting av stor fisk i Totak (Webside ikke længere tilgængelig)